# Be Quick or Be Dead
Be Quick or Be Dead je první singl z alba Fear of the Dark, které vydala heavymetalová legenda Iron Maiden roku 1992. Skladba pojednává o několika politických skandálech té doby jako např. o bankovním skandálu Roberta Maxwella atd. Singl vyšel v dubnu 1992, měsíc před vydáním alba samotného.
Z tohoto alba vzešly dva singly. Singl Be Quick or Be Dead vyšel 23. dubna 1992 a umístil se na 2. místě britského žebříčku. Singl From Here To Eternity vyšel 29. června 1992 a umístil se na 21. místě britského žebříčku.

## Seznam skladeb
1. "Be Quick or Be Dead" (Bruce Dickinson, Janick Gers) – 3:25
2. "Nodding Donkey Blues" (Iron Maiden) – 3:18
3. "Space Station #5" (Ronnie Montrose; Montrose cover) – 3:47
4. "Bayswater Ain't a Bad Place to Be" (Dickinson, Gers) – 8:05 (neuvedena) (pouze britské vydání)

## Sestava
- Bruce Dickinson – zpěv
- Dave Murray – kytara
- Janick Gers – kytara, doprovodné vokály
- Steve Harris – baskytara, doprovodné vokály
- Nicko McBrain – bicí